# 200 Della Paolera
200 Della Paolera es un edificio de oficinas de estilo moderno, ubicado en el barrio de Retiro, en Buenos Aires, Argentina.
El edificio fue diseñado por el estudio M/SG/S/S/S y Vinson arquitectos ysiendo construido por la empresa Dycasa desde 2016. Terminado en 2020. Desarrollado por IRSA PROPIEDADES COMERCIALES.
A cargo del Gerenciamiento y Proyecto por parte de la Desarrolladora: Arq. Jorge Mandachain, Gerente de Proyectos; Arq. Marcelo Waisman, Gerente de Proyectos; Ezequiel Barenboim Gerente de Arquitectura Comercial.